# Koncentracijsko taborišče Buchenwald
Buchenwald ( nemška izgovarjava: [ˈbuːxn̩valt]; dobesedni prevod 'bukov gozd') je bilo nacistično koncentracijsko taborišče, ustanovljeno julija 1937 na vzpetini Ettersberg v bližini mesta Weimar, Nemčija. Bilo je eno prvih in največjih koncentracijskih taborišč znotraj nemških meja iz leta 1937. Med prvimi interniranci je bilo veliko dejanskih ali domnevnih komunistov.
Ujetniki so prihajali iz vse Evrope in Sovjetske zveze – Judje, Poljaki in drugi Slovani, duševno bolni in telesno prizadeti, politični zaporniki, Romi, prostozidarji in vojni ujetniki. V taborišče so pošiljali tudi običajne kriminalce in »spolne iztirjence«. Vsi zaporniki so morali delati predvsem kot prisilni delavci v lokalnih tovarnah orožja. Nezadostna hrana in slabi pogoji ter namerne usmrtitve so v Buchenwaldu povzročili 56.545 mrtvih od skupnega števila 280.000 zapornikov, ki so šli skozi taborišče in njegovih 139 podružnic. Taborišče je postalo razvpito, ko ga je aprila 1945 osvobodila ameriška vojska; poveljnik zavezniških sil Dwight D. Eisenhower je takrat obiskal eno od njegovih podružnic.
V Buchenwaldu in njegovi podružnici Dora, ki je bila od leta 1944 samostojno taborišče, je bilo zaprtih tudi 2000 Slovencev, od katerih jih je umrlo okoli 700.
Od avgusta 1945 do marca 1950 so taborišče sovjetske okupacijske oblasti uporabljale kot posebno taborišče NKVD št. 2, kjer je bilo zaprtih 28.455 ujetnikov, od katerih jih je umrlo 7.113. Danes ostanki Buchenwalda služijo kot spomenik in stalna razstava ter muzej.